# Modéliste volume

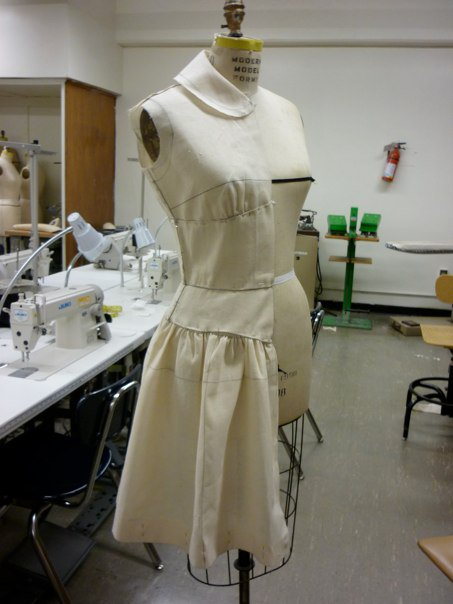

Dans les bureaux d'études du secteur de l'habillement, le métier de modéliste volume consiste à passer, manuellement et sur mannequin, des deux dimensions du dessin au moulage 3D afin d'en extraire un patron.
Par opposition des termes, la qualification de modéliste « à plat » consiste à travailler avec des outils informatiques sans passer pas le moulage sur mannequin. Les patrons sont directement imprimés selon des normes industrielles.
Par la qualité du résultat obtenu, la modéliste manuelle travaille pour le haut de gamme et le luxe. Par l'usage de normes et la simplicité des modèles ou la modification de modèles de base, la modéliste à plat travaille pour le marché de masse (grande distribution) et éventuellement le moyen de gamme pour certains articles (franchises).

## Formation
En France, les meilleurs écoles de modéliste haut de gamme sont généralement les écoles publiques. Ceci tant du BEP au BTS en passant par le Brevet de Technicien. Les formations sont plus orientées sur le volume complétées par une grande connaissance des méthodes de fabrication permettant de produire du haut de gamme. Les écoles privées sont plus orientées cursus stylisme complété par une formation de modéliste à plat.